# Climax (Minnesota)
Climax – miasto w Stanach Zjednoczonych, w stanie Minnesota, w hrabstwie Polk.